# Herald Sun Tour 2020
L'Herald Sun Tour 2020, sessantasettesima edizione della corsa e valevole come evento dell'UCI Oceania Tour 2020 categoria 2.1, si svolse in 5 tappe dal 5 al 9 febbraio 2020 su un percorso di 612,1 km, con partenza da Nagambie e arrivo a Melbourne, in Australia. La vittoria fu appannaggio dell'australiano Jai Hindley, il quale completò la corsa in 14h50'23", precedendo i connazionali Sebastian Berwick e Damien Howson.
Sul traguardo di Melbourne 80 ciclisti, su 95 partiti da Nagambie, portarono a termine la competizione.

## Tappe
| Tappa  | Data       | Percorso                 | km    | Vincitore di tappa | Leader cl. generale |
| ------ | ---------- | ------------------------ | ----- | ------------------ | ------------------- |
| 1ª     | 5 febbraio | Nagambie > Shepparton    | 120,7 | Alberto Dainese    | Alberto Dainese     |
| 2ª     | 6 febbraio | Beechworth > Falls Creek | 117,6 | Jai Hindley        | Jai Hindley         |
| 3ª     | 7 febbraio | Bright > Wangaratta      | 178,1 | Kaden Groves       | Jai Hindley         |
| 4ª     | 8 febbraio | Mansfield > Mount Buller | 106,6 | Jai Hindley        | Jai Hindley         |
| 5ª     | 9 febbraio | Melbourne > Melbourne    | 89,1  | Kaden Groves       | Jai Hindley         |
| Totale | Totale     | Totale                   | 612,1 |                    |                     |

## Squadre e corridori partecipanti
| N.    | Cod. | Squadra                 |
| ----- | ---- | ----------------------- |
| 1-7   | MTS  | Mitchelton-Scott        |
| 11-17 | EF1  | EF Pro Cycling          |
| 21-27 | SUN  | Team Sunweb             |
| 31-37 | ISN  | Israel Start-Up Nation  |
| 41-47 | AUS  | KordaMentha Real Estate |
| 51-57 | TSC  | Team Sapura Cycling     |
| 61-67 | BLN  | Team BridgeLane         |

| N.      | Cod. | Squadra                         |
| ------- | ---- | ------------------------------- |
| 71-77   | STG  | St George Continental Cy. Team  |
| 81-87   | KIN  | Kinan Cycling Team              |
| 91-97   | ACA  | ARA Pro Racing Sunshine Coast   |
| 101-107 | OLI  | Oliver's Real Food Racing       |
| 111-116 | AEV  | Aevolo                          |
| 121-127 | NER  | Nero Continental                |
| 131-137 | BSC  | Black Spoke Pro Cycling Academy |

## Dettagli delle tappe

### 1ª tappa
- 5 febbraio: Nagambie > Shepparton – 120,7 km

Risultati
| Pos. | Corridore       | Squadra    | Tempo    |
| ---- | --------------- | ---------- | -------- |
| 1    | Alberto Dainese | Sunweb     | 2h36'42" |
| 2    | Kaden Groves    | Mitchelton | s.t.     |
| 3    | Moreno Hofland  | EF Pro     | s.t.     |

| Pos. | Corridore       | Squadra    | Tempo    |
| ---- | --------------- | ---------- | -------- |
| 1    | Alberto Dainese | Sunweb     | 2h36'32" |
| 2    | Kaden Groves    | Mitchelton | a 4"     |
| 3    | Moreno Hofland  | EF Pro     | a 6"     |

### 2ª tappa
- 6 febbraio: Beechworth > Falls Creek – 117,6 km

Risultati
| Pos. | Corridore         | Squadra    | Tempo    |
| ---- | ----------------- | ---------- | -------- |
| 1    | Jai Hindley       | Sunweb     | 3h06'29" |
| 2    | Damien Howson     | Mitchelton | s.t.     |
| 3    | Sebastian Berwick | St George  | s.t.     |

| Pos. | Corridore         | Squadra    | Tempo    |
| ---- | ----------------- | ---------- | -------- |
| 1    | Jai Hindley       | Sunweb     | 5h43'01" |
| 2    | Damien Howson     | Mitchelton | a 4"     |
| 3    | Sebastian Berwick | St George  | a 6"     |

### 3ª tappa
- 7 febbraio: Bright > Wangaratta – 178,1 km

Risultati
| Pos. | Corridore       | Squadra    | Tempo    |
| ---- | --------------- | ---------- | -------- |
| 1    | Kaden Groves    | Mitchelton | 4h07'27" |
| 2    | Alberto Dainese | Sunweb     | s.t.     |
| 3    | Mihkel Räim     | Israel     | s.t.     |

| Pos. | Corridore         | Squadra    | Tempo    |
| ---- | ----------------- | ---------- | -------- |
| 1    | Jai Hindley       | Sunweb     | 9h50'30" |
| 2    | Damien Howson     | Mitchelton | a 4"     |
| 3    | Sebastian Berwick | St George  | a 6"     |

### 4ª tappa
- 8 febbraio: Mansfield > Mount Buller – 106,6 km

Risultati
| Pos. | Corridore         | Squadra   | Tempo    |
| ---- | ----------------- | --------- | -------- |
| 1    | Jai Hindley       | Sunweb    | 3h01'25" |
| 2    | Sebastian Berwick | St George | s.t.     |
| 3    | Jay Vine          | Nero C.   | a 9"     |

| Pos. | Corridore         | Squadra    | Tempo     |
| ---- | ----------------- | ---------- | --------- |
| 1    | Jai Hindley       | Sunweb     | 12h51'45" |
| 3    | Sebastian Berwick | St George  | a 10"     |
| 2    | Damien Howson     | Mitchelton | a 36"     |

### 5ª tappa
- 9 febbraio: Melbourne > Melbourne – 89,1 km

Risultati
| Pos. | Corridore      | Squadra    | Tempo    |
| ---- | -------------- | ---------- | -------- |
| 1    | Kaden Groves   | Mitchelton | 1h58'38" |
| 2    | Dion Smith     | Mitchelton | s.t.     |
| 3    | Moreno Hofland | EF Pro     | s.t.     |

| Pos. | Corridore         | Squadra    | Tempo     |
| ---- | ----------------- | ---------- | --------- |
| 1    | Jai Hindley       | Sunweb     | 14h50'23" |
| 3    | Sebastian Berwick | St George  | a 17"     |
| 2    | Damien Howson     | Mitchelton | a 36"     |

## Evoluzione delle classifiche
| Tappa              | Vincitore          | Classifica generale Maglia gialla | Classifica a punti Maglia verde | Classifica scalatori Maglia nera | Classifica giovani Maglia bianca | Classifica a squadre |
| ------------------ | ------------------ | --------------------------------- | ------------------------------- | -------------------------------- | -------------------------------- | -------------------- |
| 1ª                 | Alberto Dainese    | Alberto Dainese                   | Alberto Dainese                 | non assegnata                    | Alberto Dainese                  | EF Pro Cycling       |
| 2ª                 | Jai Hindley        | Jai Hindley                       | Benjamin Hill                   | Jai Hindley                      | Sebastian Berwick                | Team Sunweb          |
| 3ª                 | Kaden Groves       | Jai Hindley                       | Alberto Dainese                 | Jai Hindley                      | Sebastian Berwick                | Team Sunweb          |
| 4ª                 | Jai Hindley        | Jai Hindley                       | Benjamin Hill                   | Jai Hindley                      | Sebastian Berwick                | Team Sunweb          |
| 5ª                 | Kaden Groves       | Jai Hindley                       | Benjamin Hill                   | Jai Hindley                      | Sebastian Berwick                | Team Sunweb          |
| Classifiche finali | Classifiche finali | Jai Hindley                       | Benjamin Hill                   | Jai Hindley                      | Sebastian Berwick                | Team Sunweb          |

## Classifiche finali

### Classifica generale - Maglia gialla
| Pos. | Corridore         | Squadra     | Tempo     |
| ---- | ----------------- | ----------- | --------- |
| 1    | Jai Hindley       | Sunweb      | 14h50'23" |
| 2    | Sebastian Berwick | St George   | a 17"     |
| 3    | Damien Howson     | Mitchelton  | a 36"     |
| 4    | Neilson Powless   | EF Pro      | a 1'00"   |
| 5    | Jay Vine          | Nero C.     | a 1'28"   |
| 6    | Jesse Ewart       | Sapura      | a 1'32"   |
| 7    | Michael Storer    | Sunweb      | a 1'59"   |
| 8    | Thomas Lebas      | Kinan       | a 2'02"   |
| 9    | Rudy Porter       | KordaMentha | a 2'41"   |
| 10   | James Oram        | Black Sp.   | a 2'50"   |

### Classifica a punti - Maglia verde
| Pos. | Corridore       | Squadra    | Punti |
| ---- | --------------- | ---------- | ----- |
| 1    | Benjamin Hill   | BridgeLane | 34    |
| 2    | Kaden Groves    | Mitchelton | 28    |
| 3    | Jai Hindley     | Sunweb     | 20    |
| 4    | Alberto Dainese | Sunweb     | 18    |
| 5    | Jay Vine        | Nero C.    | 16    |

### Classifica scalatori - Maglia nera
| Pos. | Corridore         | Squadra    | Punti |
| ---- | ----------------- | ---------- | ----- |
| 1    | Jai Hindley       | Sunweb     | 54    |
| 2    | James Whelan      | EF Pro     | 26    |
| 3    | Sebastian Berwick | St George  | 24    |
| 4    | James Oram        | Black Sp.  | 20    |
| 5    | Samuel Hill       | BridgeLane | 20    |

### Classifica giovani - Maglia bianca
| Pos. | Corridore           | Squadra     | Tempo     |
| ---- | ------------------- | ----------- | --------- |
| 1    | Sebastian Berwick   | St George   | 14h50'40" |
| 2    | Rudy Porter         | KordaMentha | a 2'24"   |
| 3    | Charles-É. Chrétien | Aevolo      | a 3'12"   |
| 4    | Jonas Rutsch        | EF Pro      | a 4'52"   |
| 5    | Conor Schunk        | Aevolo      | a 9'12"   |

### Classifica a squadre
| Pos. | Squadra                         | Tempo     |
| ---- | ------------------------------- | --------- |
| 1    | Team Sunweb                     | 44h37'09" |
| 2    | EF Pro Cycling                  | a 5'45"   |
| 3    | Mitchelton-Scott                | a 8'13"   |
| 4    | Black Spoke Pro Cycling Academy | a 9'48"   |
| 5    | KordaMentha Real Estate         | a 12'15"  |